# Masao Kawai
Masao Kawai (河合 雅雄 Kawai Masao?) (n. 2 ianuarie 1924, Sasayama, Prefectura Hyōgo, Japonia – d. 14 mai 2021, Sasayama, Prefectura Hyōgo, Japonia) a fost un biolog, cadru didactic universitar, om de știință și primatolog japonez, autorul conceptului de kyokan, ca modalitate de studiere a primatelor, concept introdus în cartea sa Viața maimuțelor japoneze (publicată ca Life of Japanese Monkeys). 